# Ball de gitanes de Sant Celoni
El Ball de Gitanes de Sant Celoni és un tradicional ball de gitanes que es fa cada any en les festes de Carnestoltes.

## Història
El ball de gitanes de Sant Celoni està documentat l'any 1767, tot i que les seves arrels estan en els ritus agraris ancestrals per afavorir la fertilitat de la terra. La música es realitzava amb els instruments tradicionals: tamborí, castanyoles, flabiol i sac de gemecs. Els que sabien tocar aquests instruments s'encarregaven de compondre les músiques.
Al llarg dels anys ha passat per diferents etapes i ha viscut llargs períodes d'interrupcions. El ball es recuperà en els anys 50 i 60 i definitivament el 1981. Des d'aleshores es tornen a ballar les gitanes a Sant Celoni els diumenges de Carnestoltes, acompanyades dels elements tradicionals de la festa: els Diablots, el Vell i la Vella i el Capità de Cavalls.
Fins al 2017 el ball de gitanes es feia, només el diumenge. A partir d'aquest any es decideix separar la festa en 2 dies i, des d'aleshores, el dissabte es destina als més joves, la colla del filferro, i el diumenge als adults, la colla del ferro
El 2020 s'inscriu el ball de gitanes al Catàleg del Patrimoni Festiu de Catalunya

## La festa
Tot comença a primera hora del matí de dissabte (pels petits) i diumenge (pels grans) de Carnestoltes amb l'esmorzar. La colla de diablots del ball de gitanes és l'encarregada d'organitzar i preparar aquest àpat destinat, principalment, a agafar força i energia per la jornada. La majoria d'assistents són diablots, però algun ballador també s'hi deixa caure. Durant aquest esmorzar, els diablots aprofiten per acabar de preparar la seva sortida, organitzar-se i vestir-se.
Els músics també fan cap a la plaça molt aviat, per aprofitar les primeres hores del dia per fer proves de so i repassar les partitures.
Quan tot sembla a punt, els diablots marxen carrer major amunt cap a la trobada. Aquest s'estableix al carrer Balmes, davant el local dels avis, on tots els balladors i components de les comparses es troben per ultimar els darrers detalls de vestuari i formar els grups per iniciar la cercavila, una passejada pels carrers de la ciutat, on els balladors, els músics i la comparsa són convidats a galetes, carquinyolis, vi... per establiments i particulars. El Capità de Cavalls amb els seus cavallers i el Vell i la Vella presideixen la comitiva, l'orquestra toca durant tota la cercavila, els dansaires no se'n poden estar i fan alguns balls al mig del carrer. Els diablots provoquen el públic saltant, llençant farina, petards i sobretot, fent xivarri.
Al voltant de la plaça de la Vila s'hi instal·len grades per al públic. És habitual que a primera hora del matí ja hi hagi gent desant llocs i buscant el millor emplaçament per gaudir de la festa. Cap al migdia arriben les comparses que formen el ball de gitanes i s'inicía el protocol per poder fer la ballada.
El primer a entrar serà el Capità de Cavalls i demana permís a les autoritats per ocupar-la.
Un cop concedit entren el Vell i la Vella, uns personatges grotescos de la comparsa que presidiran l'acte. Ambdós representen l'hivern que ja s'acaba i és tradició que la vella simuli estar prenyada. Abans d'ocupar els llocs d'honor a les llotges, que els són reservats, fan un discurs, en forma de versots, on fan crítica satírica dels esdeveniments que s'han esdevingut al llarg de l'any.
En acabat és l'hora de donar entrada a plaça als diablots. Aquests ho faran com sempre, fent soroll i intentant fer alguna animalada. Cada any l'entrada a plaça dels diablots és diferent, però acostuma a tenir un element comú. La presència de petards (en forma de traca). Darrerament s'ha institucionalitzat que els diablots ballin també una peça en aquesta entrada, la Polca de l'Antonio, tot i que moltes vegades no l'arriben a acabar...
Finalment, ara sí, arriba l'hora que les colles del Ball de Gitanes entrin a la plaça amb el galop d'entrada.
Prop d'una dotzena de balls componen el catàleg de danses que s'executaran a la plaça. Algunes les ballen els més petits i altres es reserven als balladors més experimentats. L'entrada de Ball, la Jota, la Contradansa, la Polca, la Farandola, el passeig de lletres, la trenkuta, la Rumba, la filferrada o el vals són algunes de les coreografies que es deixaran veure a plaça.
Cap a la mitja part del ball, es fa la parida, una representació en què els diablots surten a plaça per fer alguna escena satírica durant la qual, la vella es posa de part. Simbòlicament, en aquest moment, se celebra l'arribada de la primavera. Tradicionalment la vella ha de parir un animal que es mostrarà a tots els presents amb orgull i satisfacció per part de la mare.
Abans d'acabar el ball de gitanes, i des de la ballada es fa un reconeixement a aquelles persones que en aquella edició compleixen 25 ballades, siguin balladors o components d'alguna de les comparses. Des de l'any 2017 aquest reconeixement es fa amb el ball de l'homenatge.
El ball de gitanes es donarà per acabat quan tots els balladors entraran a plaça per fer el galop de sortida.
També és tradició que el públic, en un moment donat de la polca, animi els balladors cridant "Ferro!"

## Els balladors
La roba dels balladors està inspirada en els vestits antics, coneguts per la documentació fotogràfica i testimonis orals. Els homes vesteixen pantalons, camisa blanca i americana negra. Una faixa i un barret de color vermell. Als turmells hi porten picarols i cintes de colors. Les dones duen un vestit blanc curt i un mantó negre a l'esquena. Tant els balladors com les balladores toquen les castanyoles, fent dringar els picarols espanten els mals esperits.

## La comparsa
Els personatges de la comparsa són el Capità de Cavalls que cavalca acompanyat dels seus cavallers, vestits elegantment de negre i amb barret de copa. El Vell i la Vella són les autoritats de la Colla de Gitanes. El Vell és la personificació de l'hivern i de la Vella naixerà la nova estació: la primavera. Els representen dues persones disfressades còmicament com els avis d'abans. El Vell porta boina i bastó. La Vella porta un mocador al cap, manteleta, davantal i faldilles llargues.
Els diablots, grans i menuts, porten màscara amb banyes, roba vermella i una faixa negra d'on pengen els esquellots que amb el seu soroll invoquen els mals esperits. S'encarreguen d'esvalotar el públic durant la cercavila i de mantenir l'ordre a la plaça, on també fan befa d'algun esdeveniment que hagi passat durant l'any.

## Àlbum de fotos

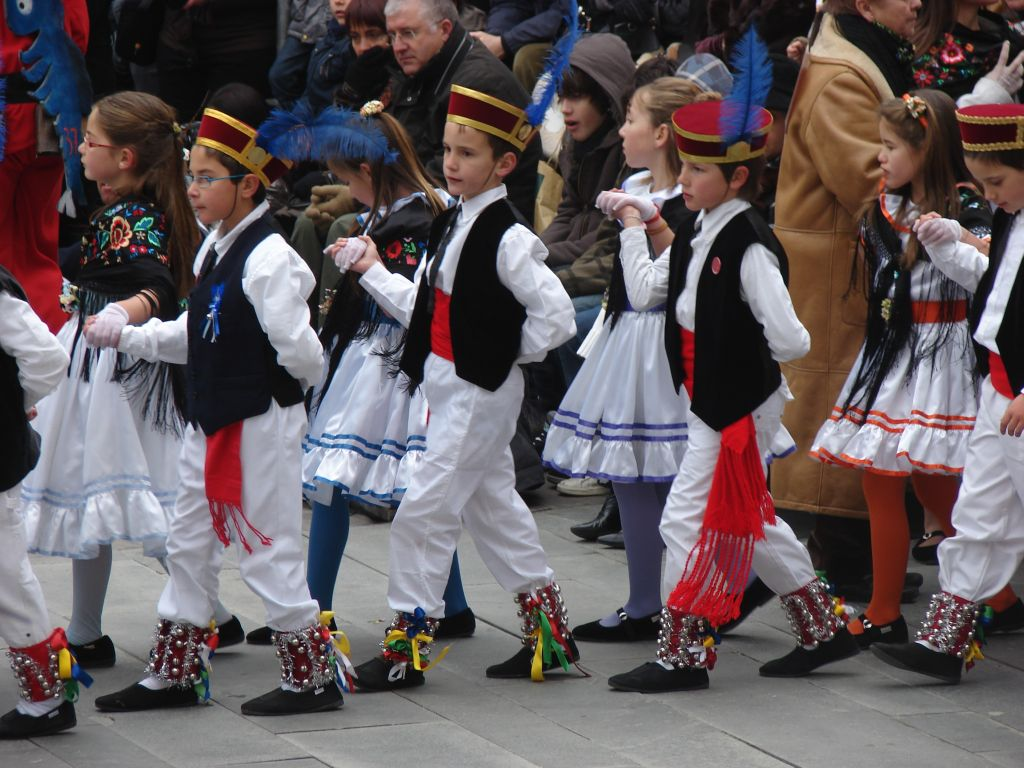
Colla del Filferro
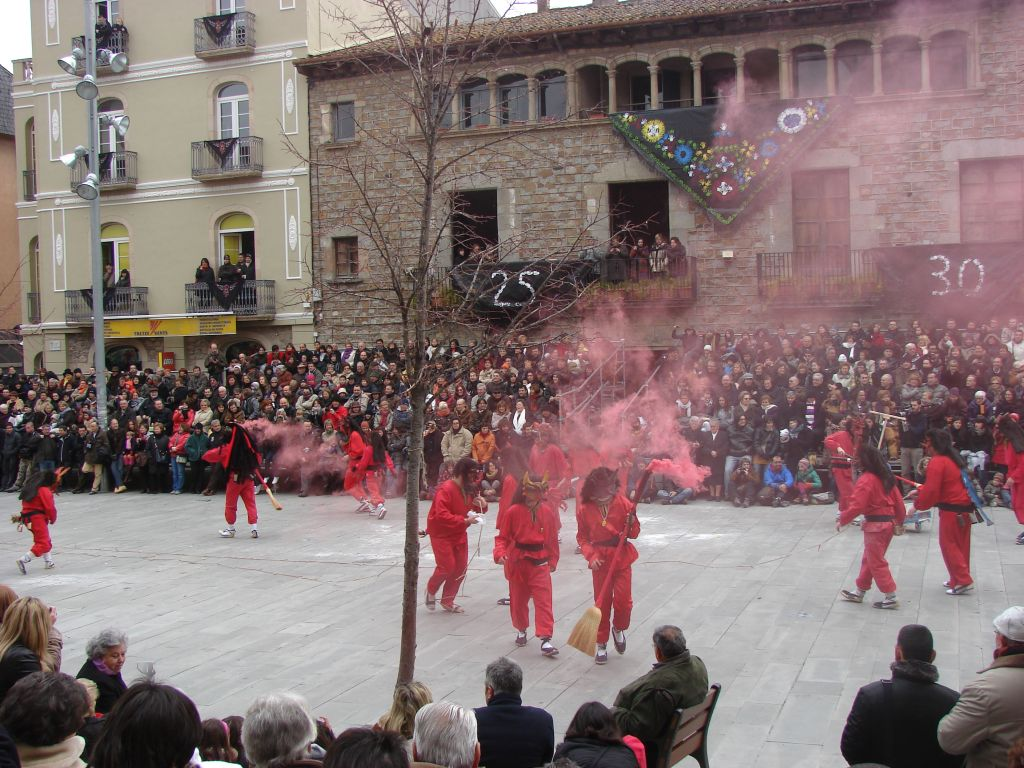
Diablots
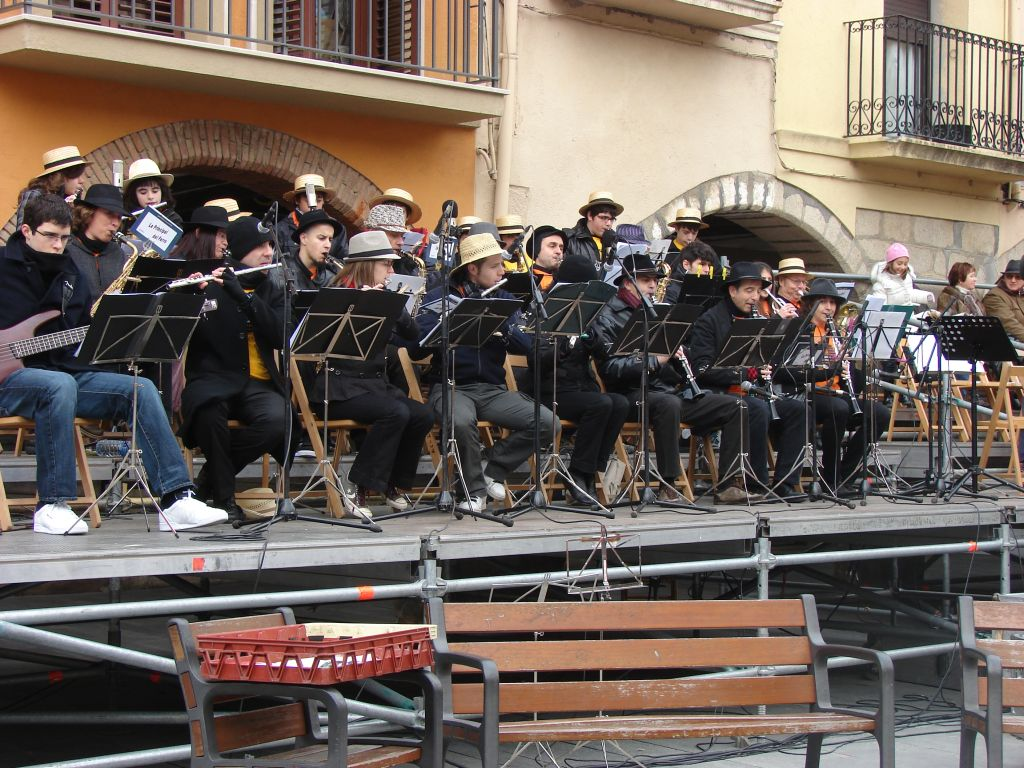
Cobla La Principal del Ferro
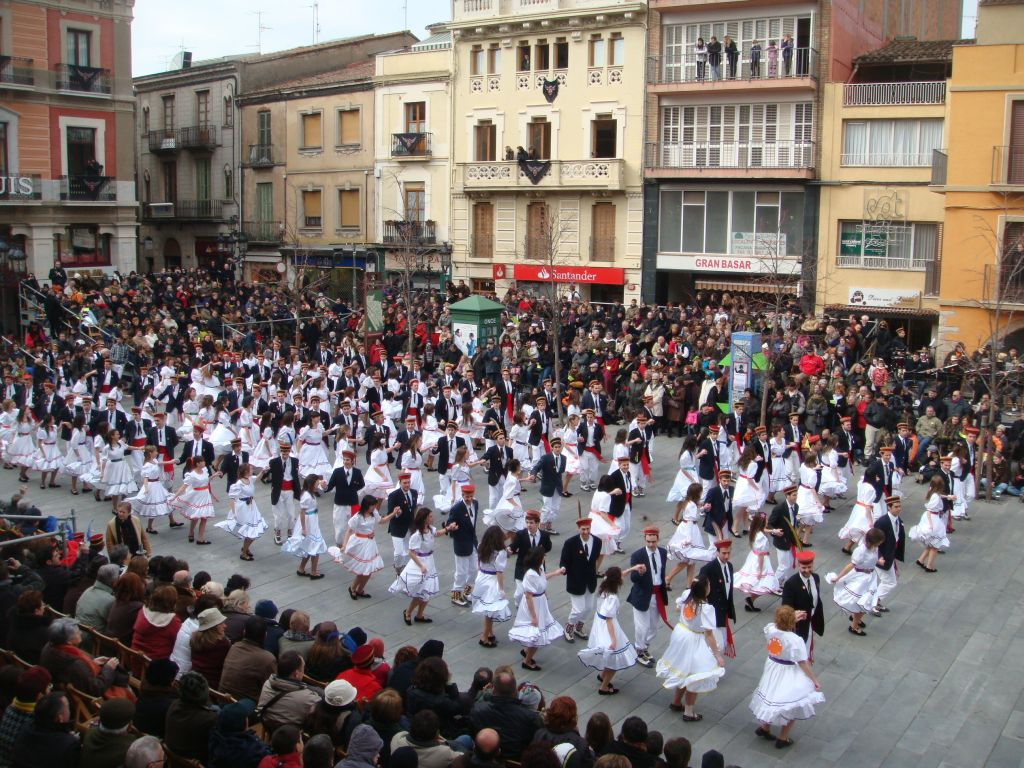
Colla del Ferro